# Афричке маске
Маскирање је било потребно људима од најранијег времена да би им лов био успешан и да би се ловац неопажен приближио животињи. Разлог стварања маски је и добуко људска потреба да савлада природно наметнуте границе своје индивидуалности. Ове маске су у Африци присутне у ловачким и земљорадничким друштвима. Маска ствара човеку фасцинантне могућности да скрива носиоца и да га трансформише у нешто друго.
Маске играју важну улогу у ритуалима и церемонијама са различитим намерама попут обезбеђивања добре жетве,задовољавања племенских потреба у време мира или рата или преношења духовног присуства у ритуалима иницијације или церемонијама сахране. Неке маске представљају духове преминулих предака. Други симболизују тотемске животиње, бића важна за одређену породицу или групу. Носилац маске постаје преносник преко којег је могуће покренути дијалог између заједнице и духова (обично духова преминулих рођака). Маскирани плесови су део најтрадиционалнијих афричких церемонија, као што су свадбе, сахране, ритуали иницијације и тако даље. Пошто свака маска има своје посебно значење, за сваку традицију постоје одређене маске. Религија Догона се састоји из три главна култа (Aвa или култ мртвих, Бини или култ комуникације са духовима и Лебе или култ природе); од којих сваки има свој пантеон духова. Често је случај да се у уметничком квалитету и комплексности маске огледа важност приказаног духа у системима веровања одређеног народа.  

## Маске Западне Африке
Маска као комплексан знак садржи три аспекта: израз, садржај и значење. Израз је део знака који се остварује у некој материји, а садржај је аспект знака на који је пресликан означени феномен. Веза између знака и означене појаве представља трећу димензију сваког знака а то је значење. Значењска димензија знака у којој се преплићу индивидуално и друштвено даје знаковним процесима обележја друштвене праксе. Тек се употребом маске у религијској пракси, а не само анализом израза и садржаја, може утврдити оно треће најважније својство маске, значење.
Западноафричке маске су направљене од дрвета и метала. На њима се налазе различите представе, па се издвајају три врсте маски: зооморфне, антропоморфне, зооантропоморфне.
Да би се направила неопходна класификација елемената на маски, важно је истаћи да интерпретација сложених знакова захтева и добро познавање значења сваког знака. То је тежак задатак, узећи за обзир да се и унутар једне заједнице чланови различито упознају са значењем појединих елемената. Најпотпунија знања о значењу знакова имају најстарији чланови заједнице, па је тај део знака чуван као најсветлија тајна.

## Представе на маскама

### Животињске представе
Зооморфни елементи су присутни на западноафричким маскама, неки карактеристични само за неке заједнице, а један број елемената се појављује на маскама више народа. Симболичке представе које се налазе на маскама везују се за два важна елемента: воду и земљу. Број животињских симбола открива и разноликост космогонијских представа код западноафричких народа. Као што је мит о постанку света централан мит за одређене групе, тако постоји и главна маска која представља основу култа божанства око кога се окупљају чланови заједнице.
Маска Imina na (Велика маска) је главна догонска маска, изнад које се налази представа митског претка - змије. Неки народи представу змије своде на израз у виду црте, која нема ни почетак ни крај. Код народа Сенуфо, змија симболизује везу духовног и материјалног начела, као и бесмртност због феномена мењања коже.
- Крокодил и камелеон припадају истом кругу митских животиња које су прве настале и које поседују натприродну моћ. Крокодил је природно у вези са водом, било да влада њом или да је ствара. Он је господар тајни живота и смрти. У афричкој митологији камелеон има улогу соларног божанства, да је примио све боје и да је повезан са дугом, небеским и земаљским путем.
- Антилопа је грациозна и брза животиња и најомиљенији мотив афричке уметности и митологије. Симболизују снагу и домишљатост духова. Неки кланови је не једу, повезана је са земљорадњом и често у митовима спашава човека.
- Мајмун на маскама служи у одређеним церемонијама да застрашује, јер су по легендама они отимали жене. У различитим културама веома је сложена симболика те животиње, једно од најчешћих тумачења везује мајмуна за симбол неизвесног.
- Бик је симбол снаге, кише, олује и месеца. У њему се нелазе све амбивалентности и двосмислености. Он је лунаран јер се повезује са обредима плодности и соларан због ватрене крви и просипања свога семена.
- Слон симболизује снагу, напредак и дуговечност. Он је симбол жестине и ружноће код Екои, што у овом случају не прелази ниво метафоре.
- Ован је симбол снаге и плодности. Код Догона, ован је ратарско божанство.
- Птице и летење су симболи веза између неба и земље. У Африци, птица је симбол мочи, живота и плодности. Честа је представа борбе птице са змијом, што симболизује борбу живота са смрћу. Мале птице, као и лептири, симболизују душе мртвих. Код неких народа се појављују и симболичне представе крила - симбол духовне лакоће и успињања на небо; и кресте- симбол онога што је код бића надмоћно, што га дуже на врхунац свог положаја. Наглашени кљун симболизује мушки полни орган.[1]

### Симболика боја
Боје имају магичну вредност у митологији. Бела боја се налази или на почетку или на завршетку дневног живота и света, боја кандидата који ће променити статус. Њоме посвећеници, који желе да покажу како су тренутно изван друштва, мажу лице или читаво тело. Оног тренутка кад се придруже као пуноправни и равноправни чланови, белу боју ће заменити црвеном.
Црно је супротно белом, али му је по апсолутној вредности једнако. Симбол је хладног и негативног и повезује се са исконским тминама.
Црвена боја је боја ватре у крви, што је за многе народе прва боја јер је повезана са принципом живота. Код Бамбара ова боја такође означава и топлоту, ватру, крв, леш, муву, раздражљивост, потешкоћу, забрану и неприступачност.
Жута је најтоплија, најекспанзивнија и најсјајнија боја. Она је атрибут владара, краљева и царева, као и боја вечности. Међутим, када лето прелази у јесен, жута прима другачије значење, најављује слабљење, старост, приближавање смрти. Може бити и супститут за црну.
Зелена боја је посредник између топлог и хладног, високог и ниског. У свим митологијама, зелена божанства обнове спавају зимским сном у подземљу, где их хтонско црвено поново оживљује.

## Функција маске
Свака ритуална активност има неколико димензија: вербалну, визуелну, просторну и временску. Учесници ритуала одигравају сређен низ метафоричких доживљаја у границама територијалног простора који је направљен да може да обезбеди метафорички контекст за извођење. У Западној Африци, то је простор који се налази изван села, понекад је то света шума где постоји одређено место на коме се обавља ритуал. Ритуалима руководе тајна друштва и људи који су задужени за ритуале.
Маске су имале важну друштвену функцију у западноафричким заједницама. У Африци су се религијске и политичке организација груписале око свете маске која је постала основа култа метафоричног божанства. Поред магијско-религијских функција важна је и социјална функција тајних савеза. Они су у Западној Африци постали нека врста шумских школа у којима су се чланови заједнице упознавали са историјом, митологијом и моралним правилима заједнице. Посвећенима су се приликом обреда иницијације откривале тајне маски, под условом да их чувају од остатка заједнице.

## Комерцијална производња маски
Како су афричке маске врло цењене од стране Европљана, оне су нашироко комерцијализоване и продаване на туристичким продајним местима у Африци, као и у етничким продавницама на Западу. Као последица овога, традиционална уметност прављења маски је постепено губила привилеговану, статусно-оријентисану праксу и масовна производња је постала распрострањена. Међутим, временом бледи граница између веродостојне копије традиционалне маске и праве маске, што отежава идентификацију географског и културног порекла маски које се могу наћи у местима где се оне продају. На пример, у Намибији се већином продају маске које су произведене у Зимбабвеу, пошто су јефтиније и доступније на локалном тржишту, док зимбабвијски произвођачи маски праве маске из сваког дела Африке, а не оне које су део њиховог локалног наслеђа.

## Галерија
- Басалампасу маска, Конго
- Гере и Дан маске, Обала Слоноваче
- Заир маска
- Заир маска
- Кпеле маска,Обала Слоноваче
- Нимба маска Бага народа
- Ритуална маска Бамбара народа, Мали
- Ритуална маска Догона
- Ритуална маска Гуро народа, Обала Слоноваче